# Lotnisko Tarnobrzeg
Lotnisko Tarnobrzeg – istniejący przez 30 lat wojskowy port lotniczy w granicach Tarnobrzega. Lotnisko znajdowało się w pobliżu torów i stacji kolejowej, na terenie obecnej ulicy Chopina i Słonecznej, na terenie osiedla współcześnie nazywanego Siarkowiec. Był to rozległy, jednolity teren łąk i traw należących do rodziny Tarnowskich z Dzikowa. Sąsiedztwo bocznicy kolejowej umożliwiało transport rzutu kołowego jednostek lotniczych i wykorzystanie wagonów jako zaplecza technicznego i mieszkalnego.

## Historia

### Austro-Węgry
Oryginalnie lotnisko służyło wojskom austro-węgierskim, jako najdalej na północ wysunięta część państwa, usytuowane w widłach Wisły i Sanu. W tej strategicznej okolicy powstało kilka lotnisk polowych: w Nisku i w Baranowie Sandomierskim. Pod koniec 1914 r. lotnisko trafiło w posiadanie armii rosyjskiej. W 1915 r. ponownie wykorzystywane przez wojska cesarsko-królewskie.

### II Rzeczpospolita
Po odzyskaniu przez Polskę niepodległości tarnobrzeskie lotnisko włączono do wojskowej sieci lotnisk polowych. Wykorzystywane jedynie przez Letnią Szkołę Ognia Artyleryjskiego z Rozalina. Dodatkowym impulsem rozwoju było utworzenie Centralnego Okręgu Przemysłowego z planami uruchomienia rafinerii w Tarnobrzegu, siedziby nowego województwa w Sandomierzu oraz fabryki spadochronów w Skopaniu. Po reorganizacji lotnictwa polskiego i utworzeniu pułków lotniczych Tarnobrzeg stał się oficjalnym lotniskiem polowym II Pułku z Krakowa. 2 września 1939 roku niemieckie bombowce Dornier Do-17 zbombardowały północny skraj tego lotniska. W czasie kampanii wrześniowej prawdopodobnie wylądowały tutaj polskie samoloty obserwacyjne lub łącznikowe.

### II wojna światowa i czasy powojenne
W okresie okupacji niemieckiej lotnisko nie było używane. Po wkroczeniu Armii Czerwonej w 1944 r. lotnisko nie było używane. Do celów operacyjnych wykorzystywano łąki przy zamku dzikowskim oraz tereny między Mokrzyszowem a Stalami.
Po wojnie niewykorzystywane.